# Delhi Heights
Delhii Heights – indyjski dramat miłosny z 2007 roku z Jimmym Shergillem, Nehą Dhupią, Omem Purim i gościnnym występem Madhavana. Film opowiada historie dwóch małżeństw. Mówi o tym, jak można się rozminąć, zranić kogoś bliskiego brakiem uwagi, szukaniem radości u innych kobiet, jak można zachwiać więzią, wątpiąc w żonę, pielęgnować urazy zamiast je wyjaśniać, szukając przebaczenia. To także opowieść o wsparciu, jakie może dać rozmowa z zaprzyjaźnionym sąsiadem (Om Puri), z bratem, ze szwagrem. To także hymn na cześć "serca Indii" Delhi, które jest tłem dla tych wydarzeń.

## Fabuła
New Delhi. Suhana (Neha Dhupia) i Abi (Jimmy Shergill), dwie gwiazdy marketingu dwóch rywalizujących ze sobą firm przypieczętowują swoją miłość ślubem. Suhana wprowadziwszy się do mieszkania Abiego włącza się w życie wspólnoty mieszkaniowej "Delhi Heights", ludzi, którzy znają siebie od lat, świętują razem i wspierają się w trudnych momentach. Podczas świętowania Holi dochodzi po raz pierwszy do kryzysu w szczęśliwym dotychczas, rozumiejącym się w pół słowa małżeństwie. Abi jest zazdrosny z powodu zmysłowego tańca Suhany ze zdradzającym notorycznie swoją żonę Bobbym. Losy tych dwóch małżeństw krzyżują się ze sobą. Bobby przeżywszy wypadek i strach przed odejściem żony zmienia się. W Abim rośnie nieufność wobec Suhany. Nieszczęśliwe małżeństwo zaczyna budować swoje życie na wzajemnym zrozumieniu, zaś szczęśliwe  zaczyna się gubić w podejrzliwości, urazach, unikaniu siebie.

## Obsada
- Jimmy Shergill – Abi
- Neha Dhupia – Suhana
- Kamini Khanna – Ruby
- Madhavan – gra siebie
- Om Puri – Timmy Kohli
- Rohit Roy – Bobby
- Vivek Shaq – Lucky
- Simone Singh – Saima